# Boulengerula taitana
Boulengerula taitana é uma espécie de anfíbio gimnofiono. É endémica do Quénia, em particular dos Montes Taita. Distribuí-se por zonas entre os 1400 e os 1900 metros acima do nível do mar. É bastante comum dentro do seu limite de distribuição. Ocorre em floresta montanhosa e habitats secundários, como zonas cultivadas. O seu habitat é subterrâneo, o desenvolvimento é ovíparo e directo e as crias alimentam-se da pele da progenitora. Está ameaçada pela desflorestação.